# Schwingfestigkeit
Die Schwingfestigkeit (engl. fatigue behaviour) ist ein Begriff aus der Werkstoffkunde und bezeichnet das Verformungs- und Versagensverhalten von Werkstoffen bei zyklischer, d. h. schwingender Beanspruchung.
Untersucht wird sie im Wöhlerversuch, aus dessen Ergebnissen die Wöhlerkurve konstruiert werden kann. Die Wöhlerkurve gibt in Abhängigkeit von der Ausschlagsspannung die Anzahl der ertragbaren Lastwechsel bis zum erwarteten Schwingbruch an. Die Wöhlerkurve kann in die Bereiche Kurzzeit-, Zeit- und Dauerfestigkeit unterteilt werden. Für die Darstellung der Dauerfestigkeit können Diagramme wie das Haigh- oder das Smith-Diagramm verwendet werden.
Zeit- bzw. Betriebsfestigkeit sowie Dauerfestigkeit haben einen großen Einfluss auf die Dimensionierung von Bauteilen in den Ingenieurwissenschaften.

## Abgrenzung der schwingenden von der statischen Beanspruchung
Die Belastung eines Bauteils oder einer Werkstoffprobe kann statisch oder dynamisch erfolgen.
Bei statischer Beanspruchung können Werkstoffkennwerte wie die Streckgrenze oder die Zugfestigkeit in einem Zugversuch bestimmt werden. Statische Belastung meint hier die Belastung eines Körpers (Gegenstandes) mit einer konstanten Kraft aus einer konstanten Richtung. Als Beispiel sei das Ablegen eines Steines auf einem Tisch erwähnt. Der Stein hat eine konstante Masse und übt durch die Erdbeschleunigung eine konstante Kraft auf den Tisch aus. Übersteigt die Kraft einen bestimmten Wert, so wird der Tisch zusammenbrechen.
Bei dynamischer Beanspruchung dagegen wird das Bauteil Lastwechseln unterzogen, dabei sinkt die zulässige Spannung in einem Werkstoff: Als Folge kann ein Bruch eintreten, auch wenn die Zugfestigkeit noch nicht erreicht wurde und oft, ohne dass der linear-elastische Bereich des Spannungs-Dehnungs-Diagramms verlassen wurde. So kann z. B. eine Schraube, die zur Befestigung eines Auspuffs am Fahrzeug dient, wegen der schwingenden Belastung der Fahrzeugbewegung brechen, obwohl die eigentliche Dehngrenze nicht erreicht wurde. Dieser Effekt kann durch Korrosion und/oder Temperaturänderungen verstärkt werden.
Derartige Probleme entstanden erstmals mit dem Aufkommen der Eisenbahn: laut statischen Berechnungen hätten Räder der Wagen die Beanspruchungen bei der Fahrt ohne Weiteres aufnehmen müssen, ohne dabei Schaden zu nehmen; vermehrt fielen jedoch Eisenbahnwagen aus, weil die Radsatzwellen gebrochen waren. August Wöhler untersuchte dieses Phänomen ab 1858 und entdeckte, dass schwingende Belastungen ein Bauteil auch dann schädigen können, wenn es durch eine einmalige Belastung mit der gleichen Kraft offensichtlich nicht geschädigt wird.
Die dynamischen Beanspruchungen werden in der Regel als Schwingungen aufgefasst. So erfährt z. B. eine Radsatzwelle eines Eisenbahnwaggons beim Rollen eine periodisch schwingende Belastung, da jede Umdrehung einen Lastwechsel darstellt (umlaufende Kräfte, bezogen auf die Welle). Aber auch nicht-periodische Belastungen, wie Ein- und Ausschaltvorgänge, können als schwingende Beanspruchung aufgefasst werden.

## Wöhlerlinie und Unterscheidung von Kurzzeit-, Zeit- und Dauerfestigkeit
Für die Konstruktion und Dimensionierung eines Bauteils, welches einer schwingenden Belastung unterliegt, muss bekannt sein, wie viele Lastwechsel es überlebt, bevor es zum Bruch kommt. Diese Eigenschaft wird im Wöhlerversuch untersucht, der nach DIN 50100 genormt ist. Hierfür werden die Versuchskörper mit Hochfrequenzpulsatoren zyklisch belastet, meist unter einer sinusförmigen Beanspruchungs-Zeit-Funktion. Die Beanspruchung kann durch Zug-/Druckbelastung, Biegung, Torsion oder Querkraftschub entstehen. Lastamplituden sowie das Spannungsverhältnis aus Unter- und Oberlast (der Ruhegrad {\displaystyle R}) sind konstant. Der Versuch läuft, bis ein definiertes Versagen (Bruch, Anriss) eintritt oder eine festgelegte Grenzschwingspielzahl erreicht wird. Versuchskörper, welche die Grenzschwingspielzahl ohne erkennbares Versagen erreichen, werden als Durchläufer bezeichnet.
Die maximale Lastwechselanzahl für eine bestimmte Lastamplitude kann aus dem Wöhlerdiagramm abgelesen werden. Sie hängt ab von:
- den Werkstoffeigenschaften (zyklisch ver- oder entfestigend)
- der Art der Belastung (schwellende Druckbelastung, schwellende Zugbelastung oder wechselnde Belastung); bei gleicher Auslenkungsamplitude schädigt die wechselnde Belastung das Bauteil am stärksten
- der Kraft bzw. der daraus resultierenden Spannung.

Üblicherweise wird im Wöhlerdiagramm die Nennspannungsamplitude {\displaystyle S_{a}} linear oder logarithmisch über der logarithmisch dargestellten, ertragbaren Schwingspielzahl aufgetragen. Den sich ergebenden Kurvenzug nennt man Wöhlerkurve; weil der Bereich der Zeitfestigkeit in doppeltlogarithmischer Darstellung eine Gerade darstellt, hat sich auch der Begriff Wöhlerlinie etabliert.
Betrachtet man eine Wöhlerkurve (rechts), so fallen drei unterschiedliche Bereiche auf:
- K ist der Bereich der Kurzzeitfestigkeit bzw. Kurzzeitschwingfestigkeit (engl. low cycle fatigue, LCF) unterhalb von ca. 104 bis 105 Schwingspielen. Diese Art der Ermüdung tritt bei hohen plastischen Dehnamplituden auf, die zu frühem Versagen führen. Um diesen Bereich genauer darzustellen, wird in der Regel die Coffin-Manson-Auftragung herangezogen. Für technische Anwendungen hat der Bereich der Kurzzeitfestigkeit lediglich eine geringe Bedeutung.[2]

Bei einer Belastung, die innerhalb von einem Viertel Schwingspiel zum Bruch führt, spricht man von der statischen Festigkeit, die auch im Zugversuch bestimmt wird.
- Z ist der Bereich der Zeitfestigkeit bzw. Zeitschwingfestigkeit, auch Betriebsfestigkeit (engl. high cycle fatigue, HCF) zwischen 104 und materialabhängig etwa 2 · 106 Schwingspielen, in dem die Wöhlerkurve bei doppellogarithmischer Darstellung nahezu gerade verläuft. Die Gerade kann durch die Basquin-Gleichung beschrieben werden.
- D ist der anschließende Bereich der Dauerfestigkeit bzw. Dauerschwingfestigkeit (engl. very high cycle fatigue, VHCF).

Bei ferritisch-perlitischen Stählen beginnt der Bereich der Dauerfestigkeit bei zirka 1–5 · 106 Lastwechseln. Es ist aber heute umstritten, ob es überhaupt eine wirkliche Dauerfestigkeit gibt oder ob es bei sehr hohen Lastspielzahlen (engl. ultra high cycle fatigue, UHCF) auch bei sehr geringen Belastungen zum Versagen kommt.
Bei austenitischen Stählen und Basiswerkstoffen mit kubisch-flächenzentriertem Kristallgitter (z. B. Aluminium, Gold, Kupfer) fällt die ertragbare Amplitude weiter ab. Eine „echte“ Dauerfestigkeit existiert hier nicht. Daher wird hier meist die ertragbare Amplitude bei 108 Lastwechseln als Dauerfestigkeit bezeichnet.
Unterliegt ein Bauteil ständiger Korrosion oder stark erhöhter Temperaturen, so kann nicht mehr mit einer Dauerfestigkeit gerechnet werden.
In der Literatur wird der VHCF-Bereich oft auch als HCF-Bereich dargestellt. Dann werden nicht drei Bereiche getrennt, sondern nur der LCF- und der HCF-Bereich (je nach Literatur bei 104 bis 106 Schwingspielen).

### Bruchwahrscheinlichkeit
Gelegentlich ist auch die Wahrscheinlichkeit, mit der es zum Bruch eines Bauteils kommt, von Interesse. Hierzu wird das Wöhlerdiagramm zu einem dreidimensionalen Koordinatensystem erweitert. Auf den Achsen werden die Größen Ausschlagsspannung, Lastspielzahl und zusätzlich die Bruchwahrscheinlichkeit abgetragen.
Die mathematische Beschreibung erfolgt mit einer Streubandfunktion (SBF). Diese besitzt sechs Konstanten, die aus dem ebenen Wöhlerdiagramm und der Streuung der Dauerfestigkeiten ermittelt werden. Wichtigstes Ergebnis aus der SBF ist die Nullbruchlinie, deren Wahrscheinlichkeit mit Hilfe der Vertrauensbereiche individuell (z. B. 1 ppm, 10 ppm) eingestellt wird. Mit dieser Auswertung des einstufigen Wöhlerversuches ist es auch möglich, statistisch abgesicherte Aussagen über die Entwicklung der Bruchwahrscheinlichkeit unter mehrstufiger Betriebslast zu machen.
Einflüsse der Mittelspannung werden in der Aussage zur Bruchwahrscheinlichkeit berücksichtigt, Einflüsse der Umgebung wie Temperaturschwankungen oder Korrosion müssen meist gesondert betrachtet werden.

## Dauerfestigkeit
Unterhalb einer bestimmten maximalen Beanspruchung und ohne das Auftreten zeitabhängiger Schadensmechanismen (wie z. B. Korrosion) können einige Materialien (theoretisch) unendlich viele Schwingungen (Lastwechsel) ertragen. Bauteile, die einem realen Betriebseinsatz unterliegen, zeigen dieses Verhalten nur in Ausnahmefällen und unter bestimmten Voraussetzungen. Meist wird das Bauteil nicht dauerfest, sondern betriebsfest ausgelegt, außerdem zeigen Werkstoffe mit kubisch flächenzentriertem Kristallgitter, darunter viele Nichteisenmetalle wie Aluminium, keine Grenzschwingspielzahl; hier ist auch bei geringen Belastungsamplituden bei hohen Lastspielzahlen mit Ermüdungserscheinungen zu rechnen. Gleiches gilt für hochfeste Stähle: So entgleiste im Jahr 2008 ein ICE 3 im Kölner Hauptbahnhof aufgrund eines Bruchs der Radsatzwelle, die mit über 109 Lastwechseln die üblichen Grenzschwingspielzahlen für Dauerfestigkeit weit überschritten hatte.
Die Dauerfestigkeit hängt ab von der Art der auftretenden Belastung: je nachdem, ob diese
- nur aus Zug (Zugschwellbelastung)
- aus Zug und Druck (Wechselbelastung)
- nur aus Druck (Druckschwellbelastung) oder
- zusätzlich auch noch aus Biegung und Torsion

besteht, ändert sich ihre jeweilige Höhe.
Zusätzlich beeinflusst die statische Ruhelast, die Mittelspannung, das Werkstoffverhalten enorm. Man spricht von:
- Wechselfestigkeit als dem Dauerfestigkeitswert, bei dem die Mittelspannung Null ist.
- Schwellfestigkeit als dem Dauerfestigkeitswert, bei dem die Mittelspannung gleich dem Spannungsausschlag (d. h. die Unterspannung gleich Null) ist (Schwellbelastung).

### Dauerfestigkeitsschaubilder
Um die Dauerfestigkeit sowohl in Abhängigkeit von der Mittelspannung als auch in Abhängigkeit von der Ausschlagspannung ablesen zu können, ist die Wöhlerkurve nicht geeignet, da sie stets eine konstante Mittelspannung voraussetzt. Im Laufe der Zeit wurde daher eine Vielzahl an Dauerfestigkeitsschaubildern entwickelt, von denen sich das Haigh-Diagramm und das Smith-Diagramm in der Praxis durchgesetzt haben. Die Anwendung dieser beiden Dauerfestigkeitsschaubilder wird auch in der Norm DIN 50100 empfohlen.

#### Haigh-Diagramm
Im Haigh-Diagramm wird die Ausschlagspannung {\displaystyle \sigma _{A}} auf der y-Achse und die Mittelspannung {\displaystyle {\mathcal {}}\sigma _{m}} auf der x-Achse abgetragen. Zur Konstruktion wird zunächst die Zugfestigkeit {\displaystyle {\mathcal {}}\sigma _{R}} auf der y-Achse und, sowohl positiv als auch negativ auf der x-Achse eingetragen. Diese drei Punkte bilden das für das Haigh-Diagramm charakteristische gleichschenklige Dreieck. Der Bereich der Dauerfestigkeit wird bestimmt, indem die Wechselfestigkeit {\displaystyle {\mathcal {}}\sigma _{A^{*}}} und die Streckgrenze {\displaystyle {\mathcal {}}\sigma _{S}} eingetragen werden. Im Bild links ist der Bereich der Dauerfestigkeit rot gekennzeichnet.
Nun kann für ein beliebiges Spannungsverhältnis die Dauerfestigkeit abgelesen werden. Dazu wird das Spannungsverhältnis {\displaystyle R} mit
{\displaystyle R={\frac {\sigma _{U}}{\sigma _{O}}}} gebildet.
Anschließend wird die diesem Spannungsverhältnis zugeordnete Gerade (Beispiele für solche Geraden siehe Bild rechts) bis zur Grenze der Dauerfestigkeit verfolgt.

#### Smith-Diagramm
Ein weiteres Dauerfestigkeitsschaubild ist das Dauerfestigkeitsschaubild nach Smith oder kurz Smith-Diagramm. Im Smith-Diagramm wird die Gesamtspannung über der Ausschlagspannung aufgetragen. Zur Konstruktion werden die Streckgrenze, die Quetschgrenze, die Zugschwellfestigkeit, die Druckschwellfestigkeit und die Wechselfestigkeit benötigt. Zunächst wird die Winkelhalbierende eingezeichnet. Die Streckgrenze ist die obere, horizontale Begrenzungslinie des Graphen, die Quetschgrenze die untere Begrenzung. Beide Geraden enden im Schnittpunkt mit der Winkelhalbierenden. Anschließend werden die Werte für Wechselfestigkeit und Schwellfestigkeiten eingetragen und mit Kurven oder Geraden verbunden. Wenn die Amplituden von Ober- oder Unterspannung für die vorliegende Mittelspannung innerhalb des vom Graphen des Smith-Diagramm umschlossenen Bereichs liegen, kann Dauerfestigkeit angenommen werden, andernfalls nicht.
Um teure Werkstoffprüfungen zu umgehen, ist es möglich, empirische Zusammenhänge zwischen den Werkstoffkennwerten zu nutzen. Für die Quetschgrenze und die Druckschwellfestigkeit können für metallische Werkstoffe die entsprechenden Werte für Zugbeanspruchung unter umgekehrtem Vorzeichen verwendet werden, da der Betrag der Druckschwellfestigkeit in der Regel höher ist als der der Zugschwellfestigkeit. Ist die Zugschwellfestigkeit nicht bekannt, kann der Steigungswinkel der Verbindungslinie zwischen Zugschwellfestigkeit und Streckgrenze aus Tabellenwerken entnommen werden. Außerdem existieren Näherungen, die Biegewechselfestigkeit und Streckgrenze, Zug-/Druckwechselfestigkeit und Streckgrenze sowie Biegewechselfestigkeit und Torsionswechselfestigkeit in Zusammenhang setzen.

## Betriebsfestigkeit
Oftmals wird ein Bauteil oder eine Baugruppe nicht dauerfest, sondern betriebsfest ausgelegt. Dabei befindet man sich zwischen der Zugfestigkeit und der Dauerfestigkeit im Bereich der Zeitfestigkeit, wo nur eine bestimmte Anzahl an Lastwechseln ertragen wird. Die Zahl der ertragenen Schwingspiele eines Bauteils unter Betriebsbelastung (variable Belastungsamplituden) bis zum Ausfall kann im Rahmen statistischer Genauigkeit mit Hilfe der Wöhlerlinie vorausgesagt werden. Dazu verwendet man die Methoden der linearen Schadensakkumulation nach Palmgren, Langer und Miner. Gleichzeitig werden intensiv experimentelle Erprobungen eingesetzt, um die rechnerischen Ergebnisse zu verifizieren. Betriebsfestigkeit wird heute in nahezu allen Bereichen der Technik zum Zweck des Leichtbaus eingesetzt.
Bauteile, die nicht dauerfest, sondern betriebsfest sind, benötigen weniger Material und haben daher eine geringere Masse. Ein leichteres Fahrzeug hat beispielsweise einen geringeren Treibstoffverbrauch, eine leichtere Struktur erlaubt eine höhere Nutzlast. Gelegentlich dient die betriebsfeste Auslegung auch der Erfüllung der Funktion: Dauerfeste Flugzeuge würden nicht fliegen können, weil sie zu schwer wären.
In die Betrachtung der Betriebsfestigkeit fließen in der Realität auch ein:
- schlag- und stoßartige Belastungen
- Umgebungsbedingungen wie
  - Temperatur
  - Druck
  - Korrosion
  - Steinschläge
  - Niederschlag
  - Kriechen
  - Alterung des Materials.

Wichtig ist auch die Unterscheidung zwischen zweckorientiertem Betrieb und Missbrauch: ein betriebsfestes Bauteil ist nur bis zu einer bestimmten Schwingungs- oder Schlagamplitude ausgelegt und darf nach dem Überschreiten dieser Grenzbelastung versagen.
Idealerweise versagt ein sicherheitsrelevantes Bauteil lediglich durch Verformung und nicht durch Bruch, um eine Restsicherheit zu gewährleisten und ein Unfallrisiko zu verringern.
Sonderereignisse spielen in der Erprobung von Bauteilen eine große Rolle, da diese Beanspruchungen vom betriebsfesten Bauteil schadensfrei ertragen werden müssen. Diese Belastungen kommen jedoch innerhalb der kalkulierten Lebensdauer nur im Ausnahmefall vor und fallen durch die mittlere Amplitudenstärke nicht unter Missbrauch.

## Gestaltfestigkeit
Die Schwingfestigkeit eines konkreten Bauteils wird als Gestaltfestigkeit bezeichnet. Sie liegt in der Praxis deutlich unterhalb der Dauer- oder Zeitfestigkeit, die im Wöhlerversuch für eine genormte Probe ermittelt wurden. Dies hat mehrere Gründe:
- Je größer ein Bauteil, desto geringer seine Gestaltfestigkeit. Bei metallischen Werkstoffen können herstellungsbedingte nichtmetallische Einschlüsse zur Rissbildung führen. Bei größeren Bauteilen ist die absolute Zahl der Einschlüsse oder Werkstofffehler höher; somit steigt auch die Wahrscheinlichkeit, dass eine dieser Fehlstellen zu einem voranschreitenden Riss wird, der einen Bruch nach sich ziehen kann. So kann eine Welle mit einem Durchmesser von 60 mm bei Dauerfestigkeit eine um 20 % geringere Ausschlagsspannung aushalten als eine Welle mit einem Durchmesser von 10 mm.[5]
- Raue Oberflächen verringern die ertragbare schwingende Beanspruchung. Die im Wöhlerversuch ermittelten Werte entsprechen polierten Oberflächen. Ist eine Oberfläche jedoch lediglich geschruppt oder mit einer Walzhaut versehen, so können an Kanten der Oberfläche Risse entstehen, die bei jedem Lastwechsel wachsen und so das Bauteil durchdringen.

Besonders stark ausgeprägt ist dieser Effekt bei hochfesten Stählen, die eine hohe Zugfestigkeit aufweisen, aber zum Sprödbruch neigen. Hier ist die ertragbare Ausschlagspannung der Halbzeug-Oberfläche teilweise nur halb so groß wie diejenige der polierten Oberfläche.
- Reale Bauteile enthalten Kerben, beispielsweise durch Freistiche oder Wellenabsätze. Diese Kerben führen zu unerwünschten Spannungsspitzen. Bei der Bestimmung der zulässigen Spannungen muss daher eine Multiplikation mit der Kerbwirkungszahl erfolgen.[5]

Während im Wöhlerversuch ein einachsiger Spannungszustand mit Zug-/Druckbelastung vorliegt, sind in der Realität mehrachsige Spannungszustände mit Biegung, Torsion und Querkraftschub zu betrachten. Um die Versuchsergebnisse der Werkstoffprüfung weiterhin nutzen zu können, muss daher die Vergleichsspannung für das jeweilige Bauteil berechnet werden. Bei schwingender Beanspruchung ist dabei die Gestaltänderungsenergiehypothese (GEH) das am häufigsten verwendete Werkzeug.
Ist ein konkretes Bauteil dauerfest, so spricht man von Gestaltdauerfestigkeit. Als Gestaltdauerfestigkeits-Schaubild wird in der Regel ein Smith-Diagramm verwendet, in das Reduktionen des sicheren Bereichs aufgrund von Größen- und Oberflächeneinfluss sowie Kerbwirkungszahl eingetragen werden.
Für in Serienfertigung hergestellte Komponenten sowie sicherheitsrelevante Bauteile wie Drehgestelle werden als Festigkeitsnachweis Bauteil-Wöhlerversuche durchgeführt.

## Verbesserung der Schwingfestigkeit bei Schweißkonstruktionen

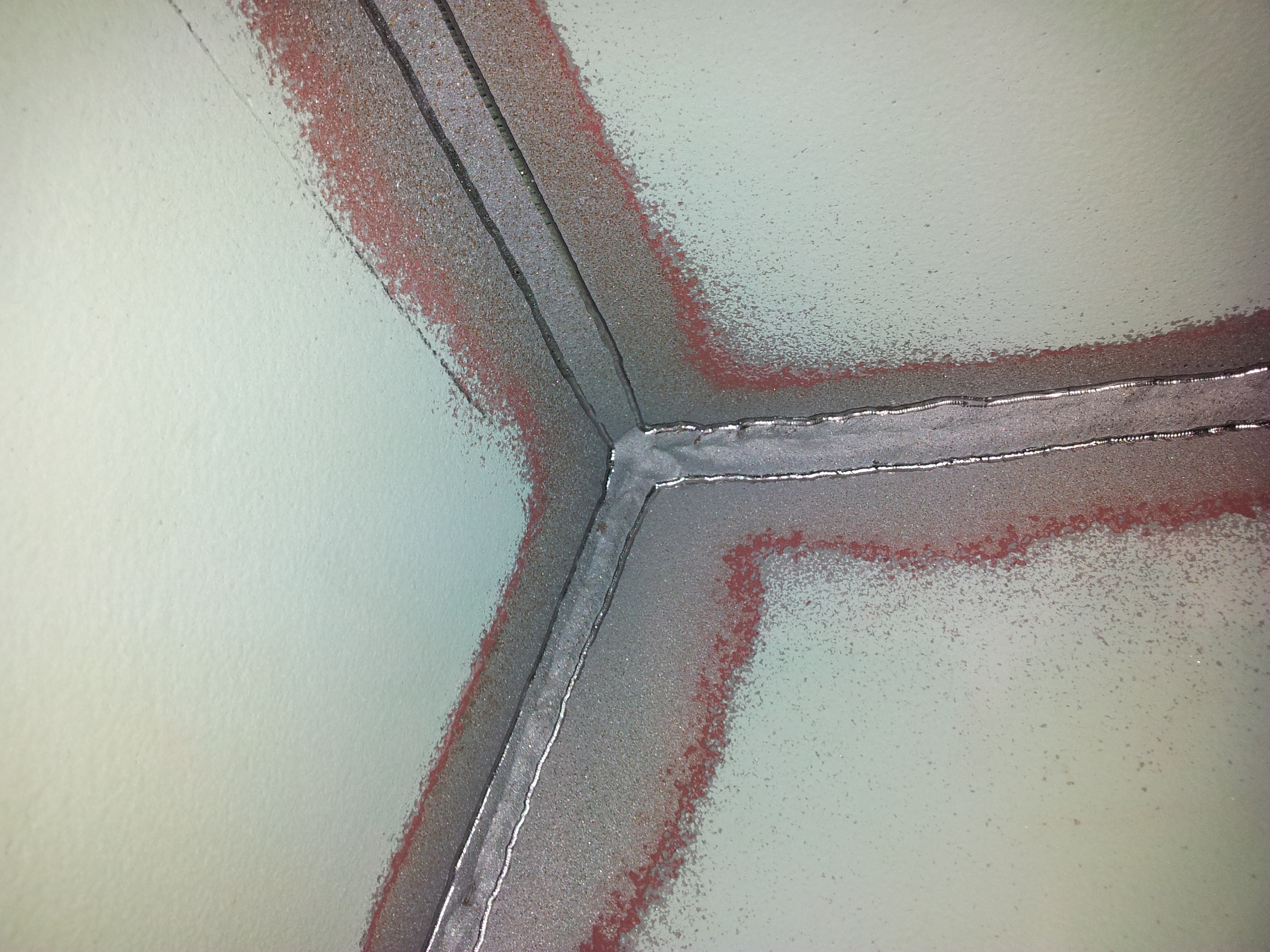
Schweißkonstruktion, die mittels hochfrequenten Hämmerns nachbehandelt wurde

Die Betriebsfestigkeit und Lebensdauer schwingend belasteter geschweißter Metallkonstruktionen wird in vielen Fällen durch die Schweißnähte bestimmt, insbesondere durch deren Übergänge. Durch gezielte Nachbehandlung dieser Übergänge mittels Schleifen, Strahlen, Kugelstrahlen, hochfrequentes Hämmern (HFIT), Pneumatic Impact Treatment etc. kann die Lebensdauer bei vielen Konstruktionen mit einfachen Mitteln erheblich gesteigert werden.
Beim hochfrequenten Hämmern basiert die Steigerung der Schwingfestigkeit im Wesentlichen auf:
- der Überlagerung der Kerbspannungen mit Druckeigenspannungen zur Erhöhung des Widerstandes gegen Rissbildung und -ausbreitung
- einer Reduzierung der Kerbwirkung
- einer Verfestigung der Randschicht.